# 麻薬カルテル
麻薬カルテル（まやくカルテル）は、麻薬の製造・売買に関する活動を行う組織。麻薬の所持、売買、使用等は、多くの国では制限が掛けられており、組織は非合法な存在となる。

## 概要
麻薬を扱う組織自体は、多くの国で存在しているが、カルテルの名がつくものは中南米、南米諸国を拠点もしくは由来しているものが多い。時として、政府の警察や軍部に匹敵するような大規模な武装勢力となり、当該国ばかりでなく周辺国の治安にまで影響を与え、地域的な内戦状態や無政府状態を惹起することが特徴である。

## 歴史
2000年代に入るとメキシコが麻薬戦争状態となり、多数のカルテルが抗争や摘発により盛衰を繰り返している。

## 主な人物

### コロンビア
- パブロ・エスコバル - メデジン・カルテルのボス。1993年に射殺。

### メキシコ
- ミゲル・アンヘル・フェリクス・ガジャルド - グアダラハラ・カルテルのボス。
- ホアキン・グスマン - シナロア・カルテルの最高幹部。別名エル・チャポ。
- アマド・カリージョ・フエンテス - フアレス・カルテルのボス。1997年に死亡。
- アルトゥーロ・グスマン・デセナ - ロス・セタスを創設。2002年に射殺。
- エリベルト・ラスカーノ - ロス・セタスの最高幹部。2012年に射殺。

### ミャンマー
- クン・サ
- ウェイ・シューカン

## 主な麻薬カルテルの組織

### コロンビア
- メデジン・カルテル
- カリ・カルテル
- ボゴタ・カルテル

### メキシコ
- グアダラハラ・カルテル
- シナロア・カルテル
- ガルフ・カルテル
- フアレス・カルテル
- ティフアナ・カルテル
- ロス・ネグロス（2010年、最高幹部が逮捕されたことにより解散）
- ロス・セタス
- ラ・ファミリア・カルテル
- テンプル騎士団カルテル
- ベルトラン・レイバ・カルテル
- ハリスコ新世代カルテル

### アメリカ合衆国
- テキサス・シンジケート

### ミャンマー
軍閥および少数民族民兵組織の性格も有しており、ワ州連合軍のように政府から公認された支配地（ワ州）を有する組織もある。また、麻薬カルテルのリーダーは「麻薬王」と俗称され、財閥を築くなどミャンマー社会および経済において多大な影響力を持つ。
近年はヤーバーと呼ばれる覚醒剤の製造販売にも進出している。
- ワ州連合軍 - リーダーのパオ・ユーチャンは「3代目麻薬王」と言われる。
- モン・タイ軍 - 「2代目麻薬王」と俗称される首領であったクン・サの投降により解体。
- ロー・シンハン（羅星漢） - 「初代麻薬王」。ミャンマー政府に投降後は、政商・実業家として活躍。
- これらのほかにも複数の麻薬カルテル（中国出身の吳再林（別名：林明賢）率いる国家民主同盟軍、中国公安部に逮捕されたNaw Kham（後述）など）が存在しており、彼らも規模の大小こそあるもののミャンマー社会に影響を及ぼしている。
- 過去には、ビルマ共産党や（国共内戦でシャン州に侵入した）中国国民党部隊も麻薬ビジネスに関わっていたといわれている。

## 麻薬カルテルの拠点や抗争の舞台となった主な都市
- シウダー・フアレス : 詳細はシウダー・フアレスの項参照
- チワワ : 詳細はチワワの項参照
- コロンビア

## 麻薬カルテルが登場する作品

### 映画
- 今そこにある危機

コロンビアのカリ・カルテル（小説ではメデジン・カルテル）が登場する。
- ノーカントリー
- トラフィック
- 野蛮なやつら/SAVAGES
- 悪の法則
- ボーダーライン
- ボーダーライン: ソルジャーズ・デイ
- カルテルランド
- 皆殺しのバラッド　メキシコ麻薬戦争の光と闇
- サボタージュ
- エンド・オブ・ウォッチ
- オーバードライヴ
- キングスマン:ゴールデン・サークル
- 潜入者
- 運び屋
- ランボー ラスト・ブラッド
- オペレーション・メコン - 2011年の中国による実在のミャンマーの麻薬商人Naw Kham の摘発を映画化したもの。なお、Naw Kham逮捕の直接の理由は、麻薬取引におけるトラブルからメコン川の船において中国人の船員13人を殺害した容疑であった（「メコン川の虐殺」事件）。Naw Khamは摘発後に中国において死刑判決が下され、2013年に刑が執行された。

### ドラマ
- ナルコス
- ナルコス:メキシコ編
- オザークへようこそ
- ブレイキング・バッド

### 小説
- 犬の力
- ザ・カルテル
- 野蛮なやつら
- 血と暴力の国（上記の『ノーカントリー』の原作本）
- テスカトリポカ

### ノンフィクション
- アヘン王国潜入記 - 著者の高野秀行は中国経由でワ州連合軍支配下のミャンマー・ワ州に滞在。同軍のリーダー・パオにも接見している。

### 漫画
- EDEN 〜It's an Endless World!〜
- リトルコップ - 麻薬を資金源にして私設軍隊を築く元刑事が登場する。
- 100万の命の上に俺は立っている ６週目クエストが麻薬戦争を扱っている。二つのカルテルが登場し、それぞれが麻薬を生産している。

### ゲーム
- Just Cause

中南米のサンエスペリートという国家が舞台。主人公のCIAエージェントが麻薬カルテルと手を組み敵対カルテルの壊滅と軍事政権の転覆をすることになる
- Total Overdose

メキシコが舞台。主人公と麻薬取締局のエージェントである彼の兄と上司が協力してカルテル壊滅を目指す
- Tom Clancy's Ghost Recon Wildlands